# Scrobigera vacillans
Scrobigera vacillans är en fjärilsart som beskrevs av Walker 1864. Scrobigera vacillans ingår i släktet Scrobigera och familjen nattflyn. Inga underarter finns listade.